# ألفرد أيشنر
ألفرد أيشنر (بالإنجليزية: Alfred Eichner)‏ هو اقتصادي أمريكي، ولد في 23 مايو 1937 في واشنطن العاصمة في الولايات المتحدة، وتوفي في 10 فبراير 1988 في كلوستر في الولايات المتحدة.